# Пинелла, Лу
Луис Виктор Пинелла (англ. Louis Victor Piniella, род. 28 августа 1943 года) — американский бейсболист, выступавший в Главной лиге бейсбола на позиции аутфилдера, и менеджер. За свою карьеру менеджера он одержал 1835 побед и по этому показателю занимает 14 место в списке менеджеров, одержавших самое большое количество побед в истории.

## Ранняя жизнь
Пинелла родился в Тампе (штат Флорида, США) в семье иммигрантов с Австрии. Детство провёл в Западной Тампе. Уже в детстве он начал играть в бейсбол и выступал в American Legion Baseball и PONY League Baseball вместе ещё с одним будущим бейсболистом Тони Ла Русса. Лу учился в иезуитской старшей школе и включался во всеамериканскую сборную по баскетболу. По окончании школы он поступил в университет Тампы, где вновь включался во всеамериканские сборный по бейсболу.